# فرحانية (الرقة)
فرحانية قرية سورية تتبع ناحية عين عيسى في منطقة تل أبيض في محافظة الرقة. بلغ عدد سكانها 645 نسمة في عام 2004 حسب إحصاء المكتب المركزي للإحصاء.